# Königlich Württembergische Staats-Eisenbahnen

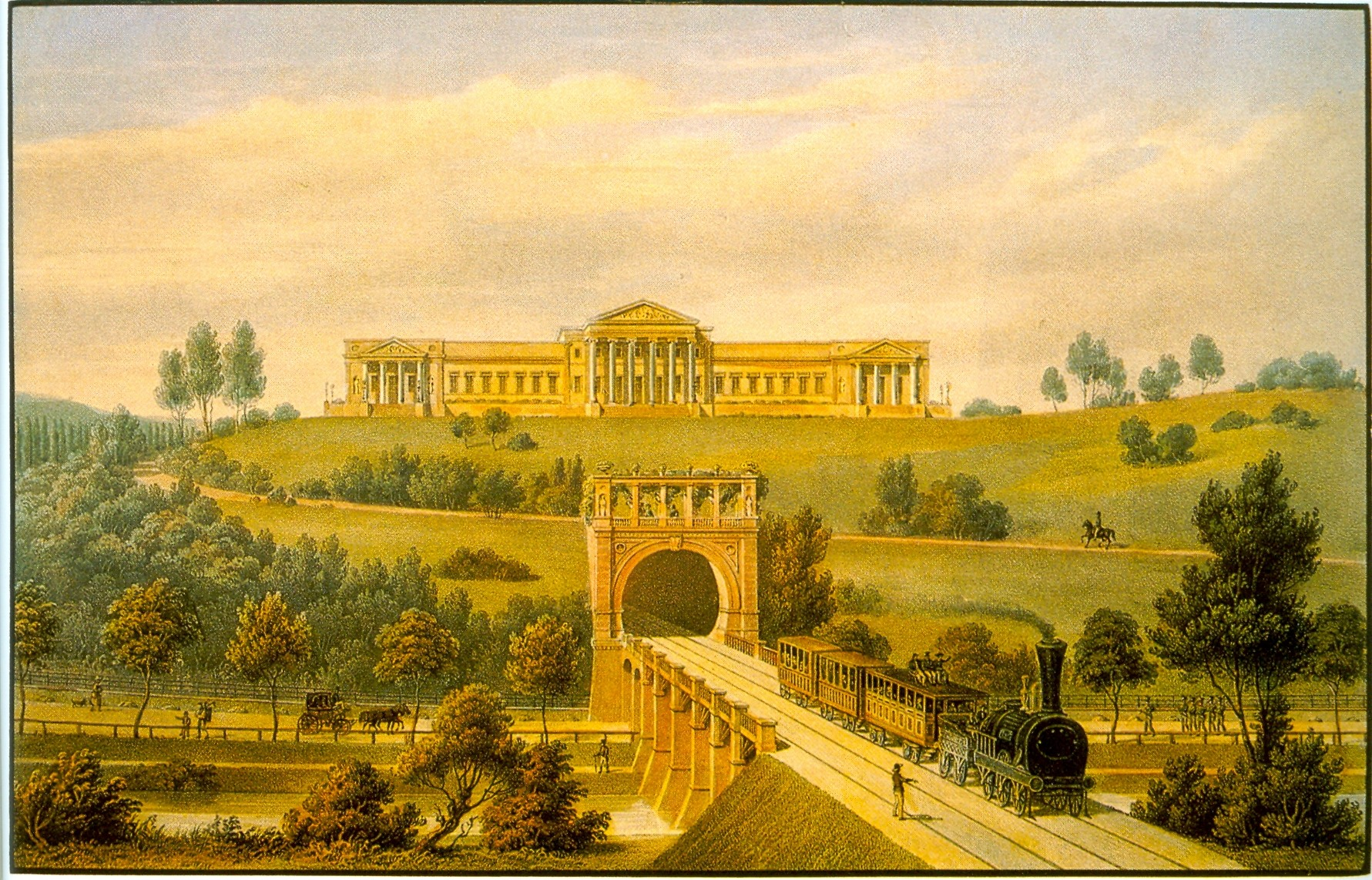
Rosensteintunnel w Cannstatt

Königlich Württembergische Staats-Eisenbahnen – dawne koleje państwowe w Królestwie Wirtembergii istniejące w latach 1843–1920.
Königlich Württembergische Staats-Eisenbahnen zostały ustanowione ustawą z dnia 18 kwietnia 1843 roku. W 1913 roku kolej posiadała 2256 km linii.
W 1920 r. wirtemberska kolej państwowa włączona została do Deutsche Reichsbahn.